# AIDAmar
AIDAmar — шестое круизное судно класса «Sphinx» (проектное обозначение: SPHINX VI) находящееся в собственности компании Costa Crociere S.p.A. и эксплуатируемое оператором AIDA Cruises было построено в 2012 г. в Германии в Папенбурге на верфях Meyer Werft GmbH. Судами-близнецами являются суда класса «Sphinx» AIDAbella, AIDAdiva, AIDAluna, AIDAblu и AIDAsol.

## История судна
13 декабря 2007 года американская корпорация Carnival Corporation & plc заказала для пароходства AIDA Cruises два круизных судна (AIDA SPHINX V — AIDAsol — и AIDA SPHINX VI — AIDAmar) стоимостью 385 млн евро. Закладка киля под заводским номером 690 состоялась 20 октября 2008 года. 1 апреля 2012 года судно покинуло док, и вечером 12 апреля 2012 года состоялся перегон судна по Эмсу из Папенбурга в Эмден, куда судно прибыло ранним утром следующего дня. В первый рейс судно отправилось сразу после церемонии крещения в Гамбурге 12 мая 2012 года, где крёстной матерью судна стала 19 летняя жительница Гамбурга Сисси Кульманн (Sissi Kuhlmann).

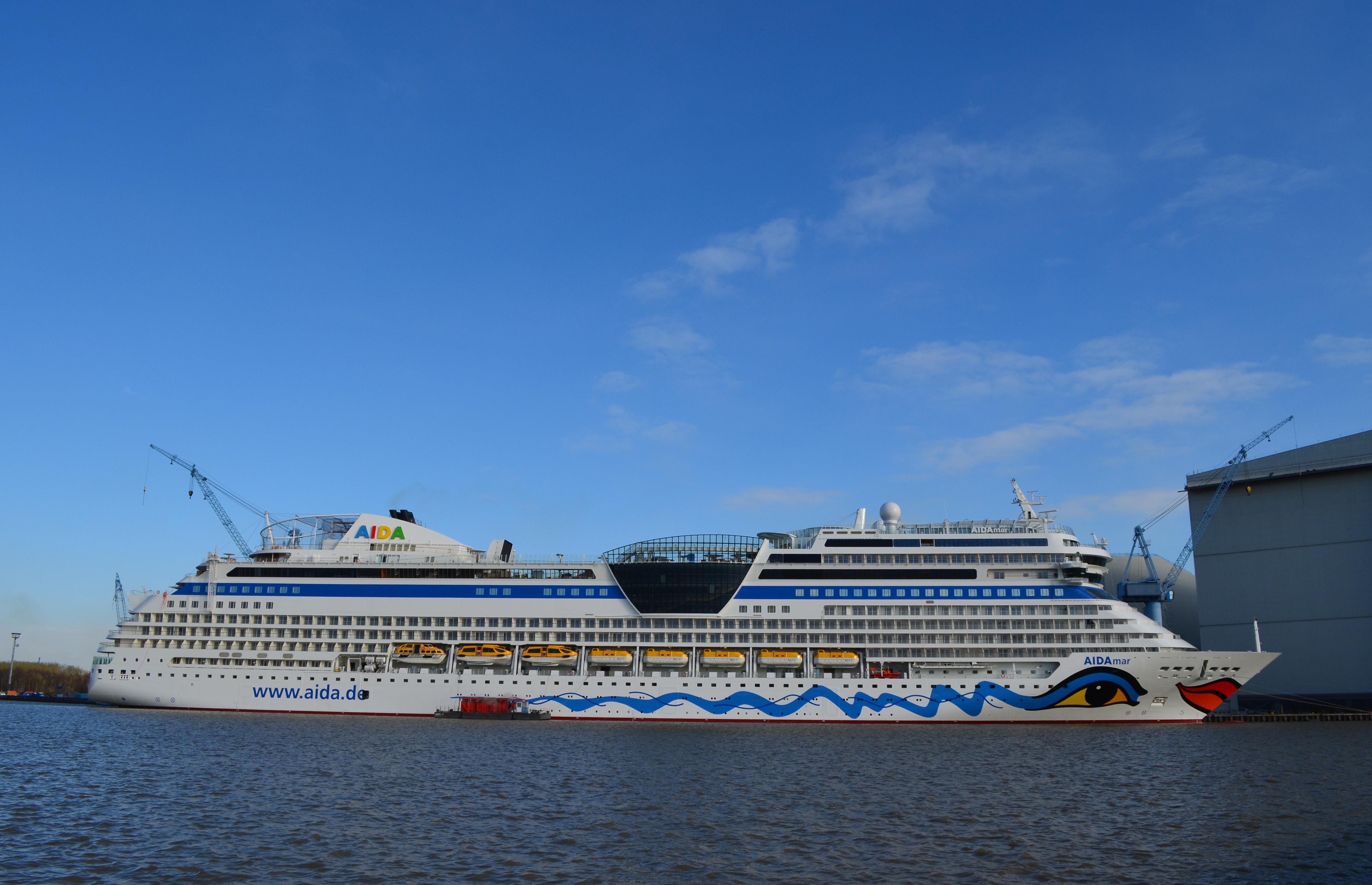
Судно у дока 7 апреля 2012 года

## Примечание
1. 1 2  Germanischer Lloyd Архивировано 14 марта 2011 года.  (англ.)
2. 1 2  Germanischer Lloyd Архивировано 14 марта 2011 года.  (англ.)
3. ↑  Fakta om fartyg (швед.). Архивировано из оригинала 30 июля 2012 года.
4. ↑  AIDAmar Taufe in Hamburg Архивная копия от 22 октября 2012 на Wayback Machine  (нем.)